# L'Homme du Tai Chi
Pour plus de détails, voir Fiche technique et Distribution.
L'Homme du Tai Chi ou Le Maître du Tai-Chi au Québec, (aussi connu sous le titre anglais Man of Tai Chi), est un film d'action et d'arts martiaux américano-chinois réalisé par Keanu Reeves, sorti en 2013. L'acteur signe ici son premier film en tant que réalisateur.

## Synopsis
Chen Lin-Hu est un jeune livreur vivant à Pékin. Disciple d'un vieux maître d'arts martiaux qui lui enseigne le Tai Chi, il participe à des championnats pour démontrer que ce style « n'est pas une simple gymnastique corporelle. Il peut également être puissant ». Repéré par Donaka Mark (Keanu Reeves), un homme richissime et cruel qui organise des combats illégaux très lucratifs à Hong Kong, il accepte de combattre lors de ces sessions filmées afin de réunir l'argent nécessaire à la restauration du temple de son maître et le faire classer au titre de monument historique. Donaka, pisté par l'inspectrice Sun Jing Shi (Karen Mok) qui ne parvient pas à réunir suffisamment de preuves pour procéder à son arrestation, fera affronter Chen Lin-Hu contre des adversaires de plus en plus forts pour qu'il apprenne et dépasse ses limites.

## Fiche technique
- Titre original : Man of Tai Chi
- Titre français : L'Homme du Tai Chi
- Titre québécois : Le maître du Tai-Chi[1]
- Réalisation : Keanu Reeves
- Scénario : Michael G. Cooney
- Direction artistique : Yohei Taneda
- Décors :
- Costumes : Joseph A. Porro
- Photographie : Elliot Davis
- Son :
- Montage : Derek Hui
- Musique : Chan Kwong-wing
- Production : Lemore Syvan et Daxing Zhang
- Société(s) de production : China Film Group, Dalian Wanda Group et Village Roadshow Pictures
- Société(s) de distribution :  Radius
- Budget : 25 millions $US
- Pays d’origine :  Chine /  États-Unis
- Langues originales : anglais et mandarin
- Format : Couleur - 35 mm - 2.35:1
- Genre : action
- Durée : 105 minutes
- Dates de sortie :
  -  Chine : 5 juillet 2013
  -  États-Unis,  Canada : 1er novembre 2013
  -  France : 30 avril 2014

## Distribution

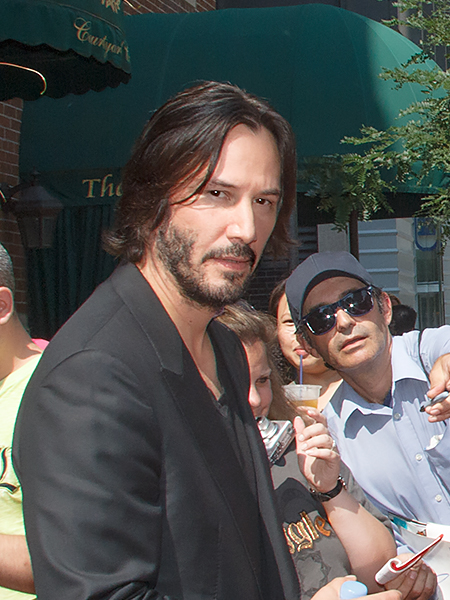
Keanu Reeves venu présenter le film au Festival International du Film de Toronto 2013.

- Keanu Reeves (V. F. : Jean-Pierre Michael) : Donaka Mark
- Tiger Hu Chen : Chen Lin-Hu
- Simon Yam : le super-intendent Wong
- Iko Uwais : Gilang Sanjaya
- Karen Mok : Sun Jingshi
- Michael Chan : l'officier de police

## Distinctions
- Festival international du film de Toronto 2013 : sélection « Special Presentations »